# 解除 (行事)
解除（げじょ）とは、日本における宗教行事の1つ。神道と陰陽道では意味が異なり、前者では天津罪・国津罪・穢れなどを祓う行事を指し、後者では不祥・邪気などを退けるための行事を指した。

## 概要
神道においては大祓や斎宮選定の儀式の際などに行われ、前者においては祓所に男女百官を集めて中臣氏が祓詞を読み上げ、卜部氏が解除の儀式を行ったことが神祇令などに記されている。後者においては斎宮に選ばれた内親王の居所に神祇官の役人が派遣され、卜部氏の者が解除の儀式を行ったことが『延喜式』斎宮寮に記されている。また、喪に服していたものが凶服を除く際にも解除の儀式が行われていた。
陰陽道においては、呪詛をされたり火災などの災いに遭遇した場合などに陰陽師を呼んで解除の儀式を行って災いを避けた。また、宮廷に仕える陰陽師は特に大祓などの儀式に参加を許されて祭文を読むなどの行為を務める場合もあった。